# Niurca Herrera
Niurca Herrera Mejía (Baní, 9 marzo 1964) è un'ex cestista e dirigente sportiva dominicana.

## Carriera
Con la Rep. Dominicana ha disputato i Campionati americani del 1989.